# ريجنالد ستورجس
كان ريجنالد وارد ستورجس (18 يونيو 1892 – 2 يوليو 1932) فنانًا أستراليًا .

## نبذة
ولد في عام 1892 في ضاحية ملبورن في نيوبورت ، فيكتوريا ، ابن صانع الخزائن إدوارد ستورجس وزوجته إيما (ني وارد) ، مهاجران من باث ، إنجلترا . كان لستورجس ثلاثة أخواه وأخت واحدة ، لكن أحدهم توفي في إنجلترا قبل هجرة الأسرة ، وتوفي الأخ الآخر بعد وقت قصير من وصول الأسرة إلى أستراليا. كانت ستورجس هي أصغر طفله ، والوحيدة التي ولدت في أستراليا. كانت العائلة مهتمة بالفنون ، ولا سيما والد ستورجس ، ولكن أيضًا شقيقته الكبرى فلورنس ، التي أصبحت عازفة بيانو ناجحة.  كان إدوارد ستورجس حرفيًا جيدًا ، حيث قام في إحدى المناسبات بتزيين عربة للملكة فيكتوريا ، لكن الركود الاقتصادي في تسعينيات القرن التاسع عشر بعد طفرة الأراضي في فيكتوريا أدى إلى قلة الأعمال ، وتخلي عن الخزانة في صناعة البذور في عام 1893. 
تلقى تعليمه في مدرسة Williamstown South State، في ضاحية ويليامزتاون المجاورة ، قبل ترك المدرسة في سن الثانية عشرة. في عام 1905 ، التحق ستورجس بالمدارس الفنية في معرض فيكتوريا الوطني ، بمساعدة الروائي ووليامزتاون المحلي أدا كامبريدج ، الذي لاحظ مواهبه الفنية.  هناك ، درست ستورجس الرسم على يد فريدريك ماكوبين في مدرسة التصميم ، ومن عام 1909 ، كانت الرسم تحت ليندسي هول . فاز بالعديد من الجوائز أثناء وجوده في المعرض ، بما في ذلك الجائزة الأولى لرسم رأس من الحياة في عام 1909 ، والجائزة الثانية لرسمة من الحياة الساكنة في عام 1910 ، والجائزة الأولى لرسم المناظر الطبيعية في عام 1911.
قضى الكثير من الوقت أثناء وجوده في المدرسة وهو يرسم مع صديقه ، رسام البورتريه الشهير بيرسي ليسون .  كما حضر معسكرات الطلاب في جبل ماسيدون ومالمسبري ، وهي منطقة كان يزورها كثيرًا في وقت لاحق للرسم. ستقيم الطالبات في المخيم عادةً مع عائلة ميتا تاونسند ، وهي إحدى سكان مدينة مالمسبري والتي كانت أيضًا طالبة في المعرض من عام 1909 إلى عام 1914 ، بينما كان الطلاب الذكور يخيمون في مطحنة دقيق كوليبان المهجورة ، وهي أقدم مطحنة في الولايات المتحدة. الحي ، مبنى حجري به عجلة مائية ، يقع في أرض زراعية يوجد بها العديد من مباني المزارع القديمة التي ستصبح موضوعًا عاديًا للفنانين الشباب. 
غادر المدارس في المعرض في عام 1912 ، وبدأ الرسم بمفرده ، ودعم فنه من خلال بيع أباجورة مزخرفة ، ومن خلال العمل في أعمال والده للبذور في ويليامزتاون. كما عمل لفترة قصيرة مدرسًا في مدرسة ويليامزتاون النحوية. أدار ستورجس تجارة البذور بمفرده بعد وفاة والده في عام 1916. في 30 يوليو 1917 ، تزوجت ستورجس من ميتا تاونسند في الكنيسة الأنجليكانية في مالمسبري. ولاحقًا أنجب الزوجان ابنة واحدة معًا ، وسميت إليزابيث ، ولدت عام 1919.
انضم إلى جمعية الفنانين الفيكتوريين في عام 1921. تم تضمين تسعة من لوحاته في معرض الجمعية في مايو ، وستة أخرى في معرض سبتمبر ، ولكن لم يكن هناك اهتمام مبكر بعمله من المشترين ، على الرغم من الأسعار المنخفضة نسبيًا.  ومع ذلك ، فقد حقق نجاحًا أكبر من معرض مشترك مع Granville Dunstan في Athenaeum ، أيضًا في سبتمبر 1921 ، وفي يوليو 1922 أقام معرضه الفردي الأول ، في Athenaeum.  لقد كان ناجحًا ، وأرضي جامعي النقاد والنقاد ، الذين أعجبوا بأسلوبه الشعري (على عكس الواقعي) ، وتصويره المقنع لتأثيرات الغلاف الجوي. 
عرضت Sturgess بانتظام في ملبورن ، في Athenaeum في عامي 1923 و 1924 ، وبعد ذلك في معرض جمعية الفنون الجميلة الفيكتورية. وعرض أيضًا في أديلايد ، جنوب أستراليا في 1926-1927 وفي سيدني ، نيو ساوث ويلز في 1928-1929. كانت هذه المعارض ناجحة أيضًا ،
أصيب ستورجس في حادث سيارة عام 1926 ، وكسر فكه ، وعلى الرغم من تعافيه تأثرت صحته. أغلق Sturgess تجارة البذور في عام 1926 للتركيز بالكامل على لوحته ، ولكن بحلول عام 1930 أجبره تلاشي بصره على التخلي عنها. مرض ستورجس في النهاية ، وتوفي عام 1932 في منزله في ويليامزتاون. وفقًا لبعض الروايات ، كان سبب الوفاة ورمًا دماغيًا ،  ومن المحتمل أن يكون سببًا لحادث دراجة نارية ، بالرغم من عدم إجراء تشريح للجثة ، ولم يتمكن أطباء ستورجس مطلقًا من شرح اعتلال صحته تمامًا في السنوات التي سبقت وفاته .  دفن ستورجس في مقبرة ويليامزتاون ، ونجا من قبل ميتا وإليزابيث.